# Красново (Большемурашкинський район)
Красново (рос. Красново) — присілок в Большемурашкинському районі Нижньогородської області Російської Федерації.
Населення становить 6 осіб. Входить до складу муніципального утворення Совєтська сільрада.

## Історія
Від 2009 року входить до складу муніципального утворення Совєтська сільрада.

## Населення
| 1999 | 2002 | 2010 |
| ---- | ---- | ---- |
| 16   | ↘9   | ↘6   |